# Гасники
Гасники — деревня в Нагорском районе Кировской области в составе Чеглаковского сельского поселения.

## География
Находится на расстоянии примерно 3 километра по прямой на юг-юго-запад от районного центра поселка Нагорск.

## История
Известна с 1873 года, когда в ней было отмечено 5 дворов и 27 жителей. В 1905 году дворов 10 и жителей 41, в 1926 12 и 67, в 1950 10 и 57. в 1989 году учтено было 4 жителя.

## Население
Постоянное население  составляло 1 человек (русские 100%) в 2002 году, 1 в 2010.